# La Nation (journal béninois)
Pour les articles homonymes, voir Nation (homonymie).
La Nation est un quotidien béninois national d’information du service public, rédigé en langue française.

## Histoire
Fondé en 1969 par Thomas Mègnassan sous le titre Daho-Express, puis renommé Ehuzu (« révolution » en fon) en 1975, lorsque la république du Dahomey devient la république du Bénin, il adopte son nom actuel, La Nation, en 1990. 
Il fait partie de la liste des journaux au Bénin autorisés par la Haute autorité de l'audiovisuel et de la communication (HAAC).
En 1969, alors qu'il termine ses études à l'Institut français de presse (IFP) et s'apprête à travailler pour Hachette, Thomas Mègnassan est sollicité par Urbain Nicoué, ancien ministre de l’Information du président Émile Derlin Zinsou, qui l'invite à rentrer au pays et lui confie la mission de fonder le premier quotidien national, Daho Express. Ainsi, pendant six ans, il dirige l'Établissement national d'édition et de presse qui publie ce titre. En 1974 Thomas Mègnassan obtient un poste dans un ministère et s'éloigne du journal.
Le 24 octobre 1975, à la faveur du changement de régime, le quotidien, qui se proclame « organe du militantisme révolutionnaire », est rebaptisé Ehuzu (« révolution »). Son audience reste limitée aux cercles proches du pouvoir, tels que les services administratifs ou les ambassades, car il reprend ce que l'État dit par ailleurs à la radio ou à la télévision. Mathieu Kérékou défend ainsi cette ligne éditoriale : « Il s'avère pour nous d'une nécessité impérieuse [...] de ne pas laisser les idées erronées se répandre partout et s'emparer de nos masses ».
En 1990, après avoir « durant 15 ans joué le rôle inconfortable et ingrat de griot du pouvoir », le journal cherche à renouveler sa ligne éditoriale. Le 1er mai 1990, Ehuzu cède la place à un nouveau titre, La Nation, qui affirme sa volonté d'être « un média de service public et pas un journal gouvernemental ». Sans échapper aux influences et à une longue habitude de l'autocensure, la nouvelle formule accroît sa qualité et son tirage se stabilise aux alentours de 5 000 exemplaires, avec un nombre d'abonnés significatif. Le titre est confronté à la concurrence intense de la presse privée, mais ces nouveaux journaux sont souvent éphémères.
En 2019, s'appuyant sur la date de fondation du Daho Express, le quotidien célèbre son cinquantenaire.
Redevenu gouvernemental, La Nation titrait le 7 décembre 1992 : « Les aventuriers qui prostituent le journalisme béninois »  parlant de la presse d'opposition « sous la coupe du pouvoir d'argent d'un pays voisin résolu à agir contre la volonté de son peuple », visant le Togo.

## Description
La Nation, est un quotidien de 8 pages qui donne le point de vue gouvernemental.
Son siège est situé à Cotonou au Bénin précisément à Cadjèhoun, voie pavée allant du château d’eau au collège Père-Aupiais.